# Grafiet
Grafiet is een allotrope vorm van het element koolstof.
Grafiet is een van de zachtste vaste elementaire materialen. De kristalstructuur is hexagonaal. Als allotroop van koolstof heeft grafiet een aantal opmerkelijke eigenschappen voor een niet-metaal. Zo is het een relatief goede elektrische geleider.

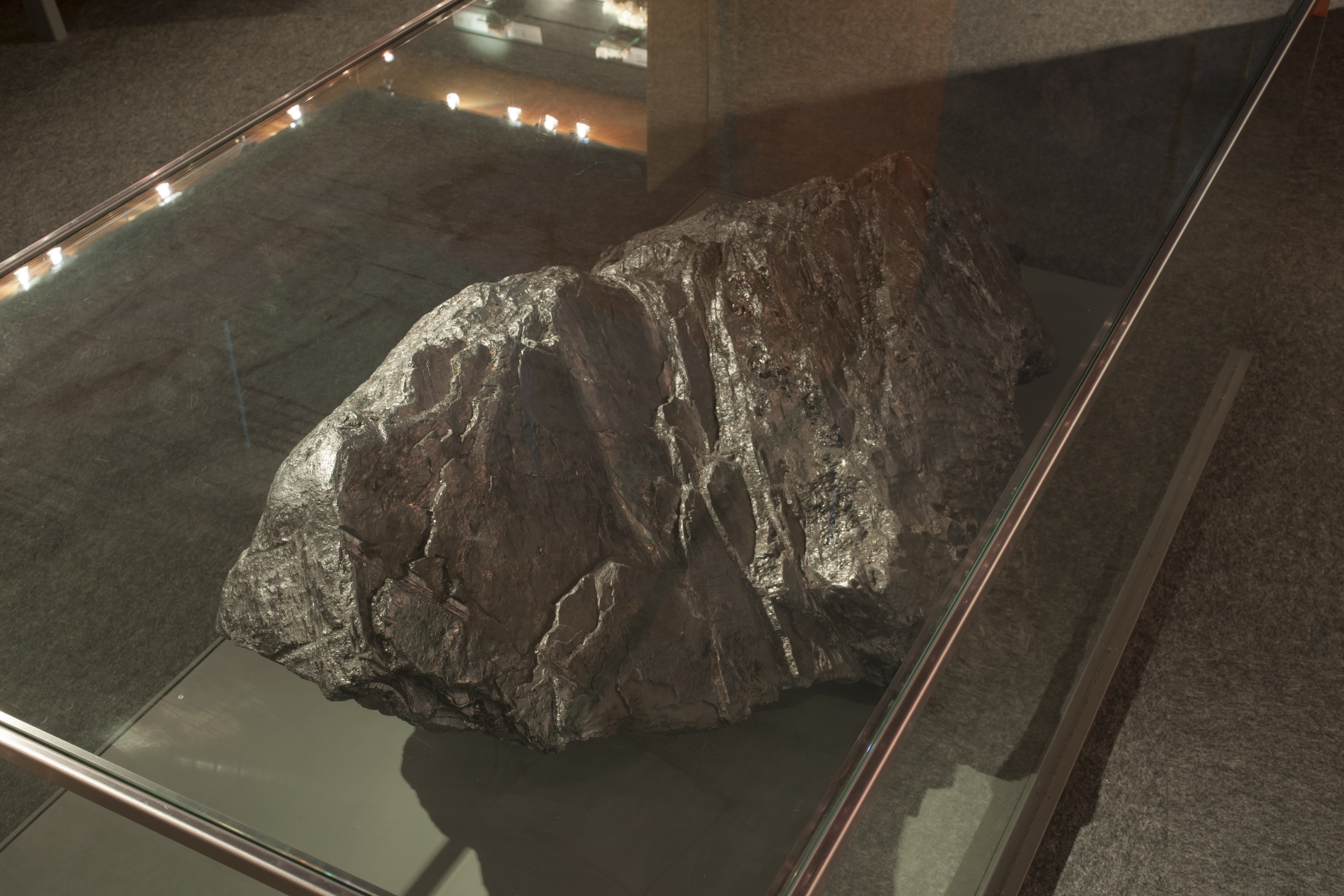
Grafiet in de vorm van een grote steen. Naturalis Biodiversity Center

## Structuur
Grafiet bestaat uit op elkaar gestapelde lagen van aaneengeschakelde zesringen van koolstof in een honingraatstructuur. De C-C bindingslengte in deze zeshoeken is 0,142 nm. De atoomafstanden tussen de lagen is groter, met een C-C bindingslengte van 0,335 nm. De afstand is vermoedelijk het gevolg van de afstoting tussen de bindingselektronen van de koolstofatomen. Grafiet is een aromatische verbinding: alle koolstofatomen zijn sp2 gehybriseerd, omdat alle p-orbitalen elkaar kunnen overlappen kan gesteld worden dat grafiet een polycyclische aromatische verbinding is. De aromaticiteit van grafiet zorgt ervoor dat elektronen vrij kunnen bewegen; dit verklaart waarom grafiet een goede geleider van elektrische stroom is.
Het is echter een misverstand dat het gebruik van grafiet als smeermiddel berust op het gemakkelijk van elkaar af kunnen schuiven van deze lagen. Het is gebleken dat grafiet in vacuüm deze smerende werking niet bezit. De aanwezigheid van dunne laagjes lucht of water tussen de grafietkristallen is noodzakelijk voor deze eigenschap. Dit zorgt ervoor dat het grafiet afgeeft en daardoor toepasbaar is in smeerolie (grafietolie) en, dan vermengd met klei, in potloden.
In 2004 slaagden Andre Geim, Konstantin Novoselov en collega's erin een enkele mono-atomaire grafietlaag te isoleren, een materiaal dat grafeen wordt genoemd. Hiervoor, en voor hun latere metingen aan grafeen, die enkele bijzondere eigenschappen ervan aantoonden, ontvingen Geim en zijn promovendus Novoselov de Nobelprijs voor de Natuurkunde 2010.

## Winning en synthese
Grafiet komt op verschillende plaatsen in de bodem voor. Er bestaat echter ook synthetisch gemaakt grafiet: dit wordt geproduceerd uit cokes, vermengd met teer, voorgebakken en uiteindelijk volgens het Acheson-proces onder hoge stroomsterkten omgezet in elektrografiet. Toepassingen van dit elektrografiet zijn onder andere koolborstels voor elektromotoren, hoge-temperatuurtoepassingen, zelfsmerende glijlagers, en in gemodificeerde vorm als pakkingmateriaal.

## Toepassingen
Grafiet is in tegenstelling tot diamant een elektrische geleider. Vanwege de relatieve zachtheid van het materiaal en de (zelf)smerende eigenschappen, wordt het in de elektrotechniek gebruikt in sleepcontacten, onder meer in elektromotoren (als koolborstels), in stroomafnemers en in potentiometers. Een andere toepassing is het gebruik als materiaal voor elektrodes in elektrochemische cellen, bijvoorbeeld bij de isolatie van aluminium uit bauxiet, of in elektrolyse van waterige oplossingen.
Ook wordt grafiet tegenwoordig vanwege de zelfsmerende werking verwerkt in kunststof voor gitaar-kammen en brugzadels die snaarfrictie verlagen en daardoor de toonvastheid verbeteren. Grafietpoeder wordt om dezelfde redenen ook als droog smeermiddel gebruikt bij (cilinder)sloten, scharnieren, (fijn) mechaniek en is het vooral geschikt als smeermiddel waar de temperatuur van de (bewegende) onderdelen hoog kan oplopen. Vanwege de hittebestendigheid kan het ook worden toegepast op mallen bij het gieten van materialen bij hoge temperaturen – zoals vloeibare metalen – zodat het gietsel gemakkelijk los komt van de mal.
Omdat grafiet neutronen kan remmen (absorberen) wordt het gebruikt als moderator in kernreactoren. Het is echter tamelijk brandbaar en wordt in nieuwe reactorontwerpen niet meer toegepast.
Daarnaast wordt grafiet ook veelvuldig als pakking gebruikt in de chemische industrie bijvoorbeeld bij het afdichten van flenzen, vooral bij toepassingen bij hoge temperaturen.
Grafiet is een van de grondstoffen voor de stiften in potloden.

## Voetnoten
1. ↑  P. Delhaes (2001). Graphite and Precursors. CRC Press. ISBN 978-9056992286.
2. ↑   Vasilis, Lavrakas J. (mei 1957). X11: The lubricating properties of graphite. Journal of Chemical Education (34): pag. 240. DOI: 10.1021/ed034p240.  Gearchiveerd van origineel op 11 februari 2019. Geraadpleegd op 11 februari 2019.
3. ↑  (en) Stawson, C.B.. Synthesis of graphite at room temperatures. University of Michigan, Ann Arbor (Michigan). Gearchiveerd op 18 februari 2018. Geraadpleegd op 10 februari 2019.
4. 1 2 3 4 5 6  (en) Dhanashree, Patane, Graphite (C) – Classifications, Properties and Applications of Graphite. AZO Materials (10 september 2002). Gearchiveerd op 10 februari 2019. Geraadpleegd op 10 februari 2019.
5. ↑  Micro grafietpoeder. marly.com. Marly N.V.. Gearchiveerd op 10 februari 2019. Geraadpleegd op 10 februari 2019.